# André de Plaisance
André de  Plaisance, ou de Fontaine,  mort  en  1477 (?), est un prélat français  du  XVe siècle . Il est Piémontois.
André est élu en 1447 abbé de Lérins après la déposition de Guillaume Vaysier, par Nicolas V.  Lorsque cet abbé est rétabli en 1455, par Calixte III, André exerce concurremment avec lui diverses fonctions abbatiales jusqu'à sa promotion à l'évêché de Sisteron en 1464.
En 1470 le prélat fait hommage au roi, comte de Provence, pour le château de Lurs et pour les autres lieux de sa juridiction temporelle. Il fait décorer, en 1480 le maître-autel de l'abbaye de Lérins de peintures représentant la vie de saint Honorat.

## Source
- La France pontificale